# Operation Thunderbolt
Pour le film de Menahem Golan, voir Opération Thunderbolt.
Operation Thunderbolt (オペレーションサンダーボルト) est un jeu vidéo de tir au pistolet développé et édité par Taito, sorti en 1988 sur borne d'arcade.
Il s'agit de la suite d'Operation Wolf.

## Le jeu

### Scénario
Des terroristes ont détourné un avion et menacent d'exécuter les otages si leurs demandes ne sont pas prises en compte. Le soldat vétéran Roy Adams, surnommé « Lone Wolf » (le “loup solitaire”) est chargé de réaliser la mission de sauvetage avec son coéquipier Hardy Jones.
L'histoire d'Operation Thunderbolt est vaguement inspirée des évènements réels connus sous le nom de “raid d'Entebbe” ou “Opération Tonnerre”, une opération militaire consécutive au détournement par des terroristes du FLP et de la RAF du vol Air France 139 en 1976.

### Système de jeu
Le principe de jeu est identique à celui d'Operation Wolf en ce sens qu'il faut abattre un maximum d'ennemis tout en évitant de toucher les otages.
Techniquement, les scènes ne sont plus uniquement horizontales comme dans le premier épisode mais aussi verticales par l'effet d'une pseudo 3D.

## Exploitation

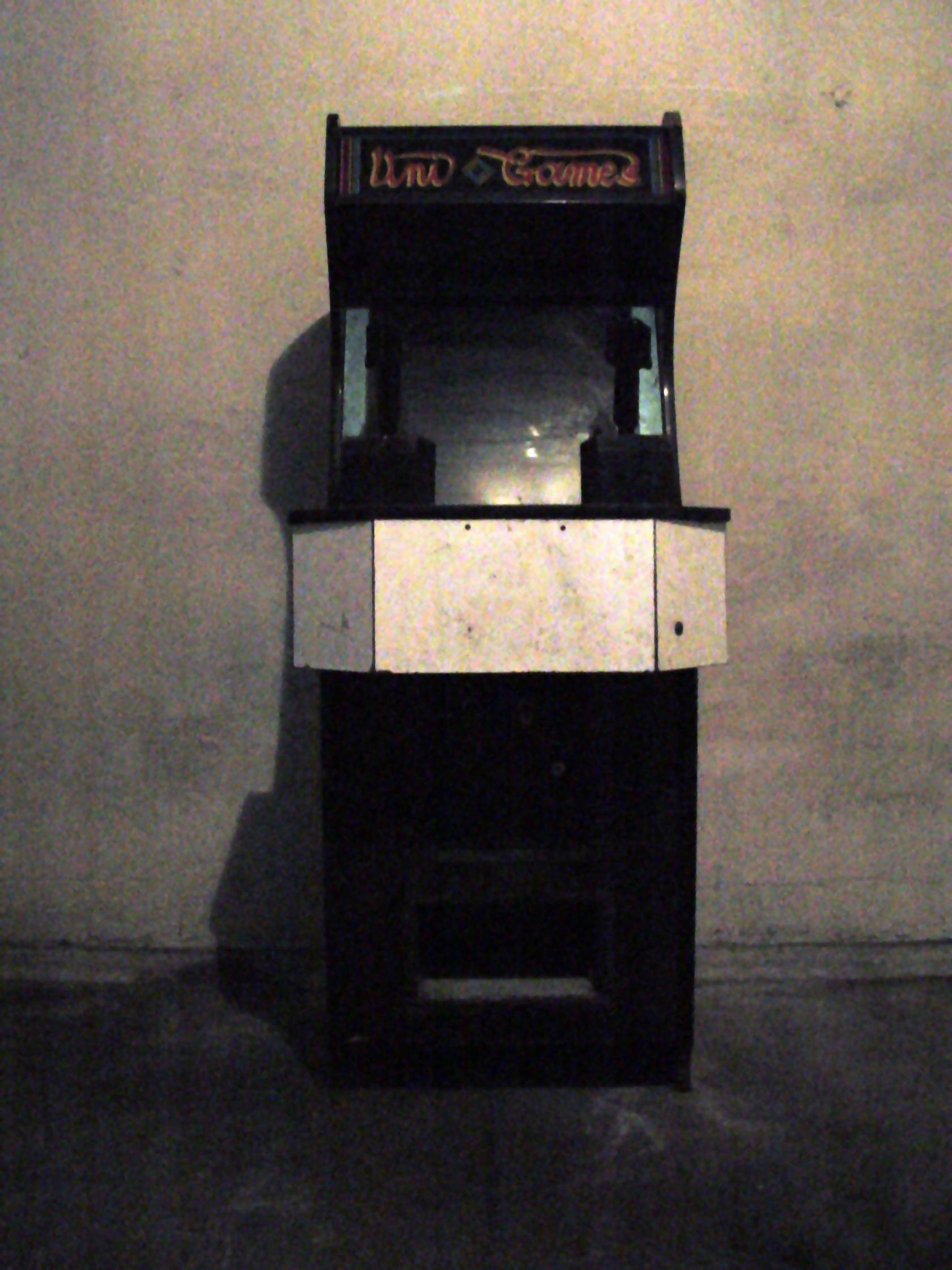

### Versions
Operation Thunderbolt est sorti en 1988 en salle d'arcade. L'éditeur anglais Ocean Software, partenaire régulier de Taito, a récupéré les droits d'adaptation du jeu sur les micro-ordinateurs occidentaux. Les versions Amiga, Atari ST, Commodore 64, Amstrad CPC et ZX Spectrum et GX-4000 sont sortis à la fin de 1989/au début de 1990.
Taito a également édité une version du jeu sur Super Nintendo en 1994, uniquement aux États-Unis.
Depuis 2005, le jeu est également disponible sur PlayStation 2, Xbox et Windows à travers les compilations Taito Legends.

### Accueil
À propos de borne d'arcade, Nick Kelly écrit dans Commodore User (9/10), en février 1989 :
« Operation Thunderbolt will be huge, no doubt about it. It takes all of the best elements of Operation Wolf, the brilliant graphics and toothgrinding action blasting, adds a two-player option, a brand new perspective and some really clever scenario ideas. Who couldn't it be huge ? »
Les portages sur micro-ordinateurs ont eux aussi convaincu la presse spécialisée. Le testeur de Zzap! (97%) pense même avoir retrouvé le jeu d'arcade sur son Amiga.
ACE 927/1000 • Amiga Format 88% • CU Amiga-C64 94% • Zzap!64 97%

## La série
- 1987 - Operation Wolf
- 1988 - Operation Thunderbolt
- 1994 - Operation Wolf 3
- 1998 - Operation Tiger